# Губернатор Португальської Індії
Губернатор і Віцекороль Португальської Індії (порт. Governador e Vice-rei do Estado Português da Índia) — посада керівника уряду Португальської Індії. Була впроваджена 12 вересня 1505 року та існувала протягом більш ніж 450 років. Повноваження останнього губернатора закінчились в грудні 1964 року із силовою анексією португальських територій Гоа, Даман і Діу республікою Індія.

## Історія
Посада була впроваджена 12 вересня 1505 року, через сім років після відкриття португальцями морського шляху до Індії. Першим португальським віцекоролем було призначено Франсішку де Алмейда, резиденція якого знаходилась в союзному португальцям індійському Кочіні.
В 1510 році другий віцекороль Афонсу де Албукеркі захопив Гоа і переніс туди штаб-квартиру губернатора Португальської Індії.
До 1752 року назва Індія включала всі португальські володіння в Індійському океані, від Південної Африки до Південно-Східної Азії, якими керував або віцекороль, або губернатор Португальської Індії.
У 1508 році король Португалії Мануел I розробив план поділу Португальських володінь в Азії на три окремих уряди або «високі капітанії» —
1. Капітанство Ефіопії, Аравії та Персії, мало базуватись в Сокотрі і охоплювати східноафриканське та арабо-перське узбережжя, від Софали до Діу. Його мав очолити Жорже де Агіяр.
2. Капітанство морів Індії з центром у Кочіні мало охопити індійське узбережжя від Діу до мису Коморин. Його мав очолити Афонсу де Албукеркі.
3. Третє високопоставлене капітанство, що охоплювало Азію на схід від південноіндійського мису Коморин (ще не був досліджений), було призначено Діогу Лопішу де Секейра, якому того року було доручено відшукати шлях до Малакки.

Експеримент з тріархатом провалився — Агіяр потонув у дорозі, а Секейра втратив посаду у 1509 році, після невдачі своєї місії в Малакці, залишивши Афонсу де Албукеркі єдиним губернатором усього нерозділеного комплексу територій.
В 1569 році король Португалії Себаштіан знову намагався розділити Португальську Індію на три окремі території з окремими урядами, за принципом, схожим на план короля Мануела 1508 року. Планувалось створити:
1. західну державу на чолі з губернатором з урядом в Софалі (яка мала охоплювати східноафриканське узбережжя від мису Коррентес до мису Гвардафуй),
2. центральну державу на чолі з віцекоролем з урядом в Гоа (яка мала включати територію між Червоним морем і Цейлоном) і
3. східну державу на чолі з губернатором з урядом в Малакці (мала охоплювати Південно-Східну Азію, від Пегу до Китаю).

Антоніу де Норонья був призначений в Гоа, Антоніу Моніш Баррету в Малакку, а Франсішку Баррету (колишній губернатор Індії) в Софалу. Але загибель Франсішку Баррету в поході в материкову Африку знову зірвала ці плани.
Зазвичай новий губернатор заступав на посаду у вересні, а термін його повноважень становив три роки (аналогічна практика існувала Іспанії). У XVI столітті з 34 губернаторів лише 6 отримали продовження терміну повноважень. В період правління в Португалії монархії титул глави португальського уряду в Індії коливався від «губернатора» до «віцекороля». Титул віцекороля надавався лише представникам знаті і був офіційно припинений в 1774 році, хоча пізніше його спорадично надавали і остаточно скасували лише після 1835 року.
У 1752 році португальський Мозамбік отримав власний уряд, а в 1844 році португальський уряд Індії припинив управління територією португальського Макао, Солора і португальського Тимору, вважаючи себе таким чином обмеженим територіальними володіннями уздовж узбережжя Конкан, Канара і Малабар, далі буде скорочено до сучасного штату Гоа та союзної території Даман. Португальський контроль припинився в Дадра і Нагар-Хавелі в 1954 році і остаточно припинився в Гоа в 1961 році, коли цю територію примусово окупувала Республіка Індія (хоча Португалія визнала окупацію лише після революції гвоздик в 1974 році за договором, підписаним 31 грудня 1974). З цією подією завершилися чотири з половиною століття португальського правління в Індії.

## Перелік
Нижче наведено перелік перших 20 правителів — як віце-королів, так і губернаторів, що призначались португальськими королями Мануелом I і Жуаном III в перші 55 років існування Португальської Індії.
| Офіційний титул                  | Представник                    | Початок мандату   | Кінець мандату | Примітки |
| -------------------------------- | ------------------------------ | ----------------- | -------------- | --- |
| Віцекороль (номин.)              | Тріштан да Кунья               | –                 | –              | Був призначений королем Мануелом I в 1504 р. першим віцекоролем Португальської Індії, але через тимчасові проблеми із зором не зміг посісти посаду |
| Віцекороль                       | Франсішку де Алмейда           | 12 вересня 1505   | Листопад 1509  | Перший губернатор і перший віцекороль Португальської Індії, призначений королем Мануелом I, захопив Кілву, звів форти на о. Анджедіва, в Кочіні, Каннанурі, відмовився передати посаду до перемоги в Битві при Діу, загинув біля Столової бухти при поверненні в Португалію в березні 1510 р. |
| Губернатор і Головний капітан(*) | Афонсу де Албукеркі            | 4 листопада 1509  | Вересень 1515  | Призначення заперечувалось і відстрочувалось попередником, в 1503 р. збудував першу португальську фортецю в Азії — форт Емануел (в Кочі), захопив Гоа, Малакку, Маскат і Ормуз, помер в грудні 1515 в Гоа                                                                                     |
| Губернатор                       | Лопу Суаріш де Албергарія      | 8 вересня 1515    | Вересень 1518  | Звів форти в Коломбо (Цейлон) і Колламі, повернувся до Португалії |
| Губернатор                       | Діогу Лопіш де Секейра         | 8 вересня 1518    | Січень 1522    | Перший призначений капітан Малакки (1509, рішення скасоване), звів форти в Чаулі, Мальдівах і Пасаї, надіслав посольства в Ефіопію, Пегу і Китай, повернувся в Португалію |
| Губернатор                       | Дуарте де Мінезіш              | 22 січня 1522     | Вересень 1524  | Колишній капітан Танжера, онук Дуарте де Мінезіш, графа Віана, звільнений з посади, заарештований і повернувся до Португалії ув'язненим |
| Віцекороль                       | Васко да Гама                  | 5 вересня 1524    | Грудень 1524   | Першовідкривач морського шляху до Індії, другий віцекороль, перший призначенець нового короля Жуана III (правив 1521—1557), помер в Кочіні в грудні 1524 |
| Губернатор                       | Енріке де Мінезіш              | 17 січня 1525     | Лютий 1526     | отримав посаду в результаті смерті попередника, помер в Каннанурі в лютому 1526 |
| Губернатор                       | Лопу Ваш де Сампайю            | Лютий 1526        | Листопад 1529  | отримав посаду в результаті смерті попередника, відмовився передати пост призначеному наступнику Педру де Машкареньяшу, (капітану Малакки), заарештований, повернувся до Португалії ув'язненим                                                                                                |
| Губернатор                       | Нуну да Кунья                  | 18 листопада 1529 | Вересень 1538  | Син Тріштана да Кунья, прибуття затрималось через кораблетрощу біля Мадагаскару Захопив північні провінції в Індії (Басейн, Бомбей, Діу, Даман) Помер у морі під час повернення до Португалії в березні 1539 р.                                                                               |
| Віцекороль                       | Гарсіа де Норонья              | 14 вересня 1538   | Квітень 1540   | Третій віцекороль, племінник Афонсу де Албукеркі, помер в Кочіні в квітні 1540 |
| Губернатор                       | Ештеван да Гама                | 3 квітня 1540     | Травень 1542   | Син Васко да Гама, капітан Португальської Малакки (з 1538), отримав посаду в результаті смерті попередника, повернувся до Португалії |
| Губернатор                       | Мартин Афонсу де Соуза         | 8 травня 1542     | 1545           | Капітан-донатаріо Сан-Вісенте (Бразилія, 1534), повернувся в Португалію |
| Губернатор                       | Жуан де Каштру                 | 10 вересня 1545   | 1548           | Племінник Гарсіа де Норонья, підвищений до віцекороля на початку 1548 р. |
| Віцекороль                       | Жуан де Каштру                 | 1548              | Червень 1548   | Четвертий віцекороль. помер у Гоа в червні 1548 р. |
| Губернатор                       | Гарсіа де Са                   | 6 червня 1548     | Червень 1549   | Отримав посаду в результаті смерті попередника, перший губернатор, що одружився в Індії, придбав Бардез і Сальчетту, помер у Гоа в червні 1549 р. |
| Губернатор                       | Жоржі Кабрал                   | 13 червня 1549    | Листопад 1550  | Отримав посаду в результаті смерті попередника, повернувся до Португалії |
| Віцекороль                       | Афонсу де Норонья              | Листопад 1550     | Вересень 1554  | П'ятий віцекороль (з цього часу усі губернатори, призначені в Ліссабоні отримували титул «віцекороль»), бувший губернатор Сеути (1540–49), повернувся в Португалію |
| Віцекороль                       | Педру де Машкареньяш           | 23 вересня 1554   | Червень 1555   | колишній капітан Малакки (1525–26), помер в Гоа в червні 1555 р. |
| Губернатор                       | Франсішку Баррету              | 16 червня 1555    | Вересень 1558  | Отримав посаду в результаті смерті попередника, повернувся в Португалію. Пізніше (в 1570) повернувся в якості губернатора Східної Африки (**), очолив експедицію в Мономотапу і помер у Тете.                                                                                                 |
| Віцекороль                       | Константину де Браганса        | 8 вересня 1558    | Вересень 1561  | перше призначення Катерини Австрійської, (матері і регента малолітнього короля Себаштіана), повернувся до Португалії |
| --//--                           | --//--                         | --//--            | --//--         | |
| Віцекороль                       | Матіаш де Албукеркі            | січень 1591       | 1597           | Домігся від заморіна Манавікрама згоди на заснування португальського поселення та укріплення в Калікуті. В 1593-1594 роках захопив Східний Цейлон. У 1595—1596 рр придушив повстання на Португальському Цейлоні. повернувся до Португалії                                                     |
| --//--                           | --//--                         | --//--            | --//--         | --//-- |
| Генерал-губернатор               | Паулу Бенард Гідіш             | 1952              | 1958           | Генерал португальської армії |
| Генерал-губернатор               | Мануел Антоніу Вассалу е Сілва | 1958              | 1961           | Повноваження фактично припинились у зв'язку із анексією Гоа, Дамана і Діу республікою Індія в грудні 1961 р. |

(*) — У 1508 році король Португалії Мануел I розробив план поділу Португальських володінь в Азії на три окремих уряди або «високі капітанії» —
1. Капітанство Ефіопії, Аравії та Персії, мало базуватись в Сокотрі і охоплювати східноафриканське та арабо-перське узбережжя, від Софали до Діу. Його мав очолити Жорже де Агіяр.
2. Капітанство морів Індії з центром у Кочіні мало охопити індійське узбережжя від Діу до мису Коморин. Його мав очолити Афонсу де Албукеркі.
3. Третє високопоставлене капітанство, що охоплювало Азію на схід від південноіндійського мису Коморин (ще не був досліджений), було призначено Діогу Лопішу де Секейра, якому того року було доручено відшукати шлях до Малакки.

Експеримент з тріархатом провалився — корабель Агіяра потонув у дорозі, а Секейра зазнав невдачі у своїй місії в Малакц і в 1509 році втратив посаду, залишивши Албукеркі єдиним губернатором усього нерозділеного комплексу територій.
(**) — Близько 1570 року король Португалії Себаштіан намагався розділити португальську державу Індію на три окремі уряди (так само, як план Мануїла 1508 року) — західну державу, що базується навколо Софали (охоплює східноафриканське узбережжя від мису Коррентес до мису Гуардафуї), центральна держава, яка керується з Гоа (охоплює територію між Червоним морем і Цейлоном, охоплює Індію, зарезервована для «віце-короля») і східна держава, керована з Малакки (охоплює Південно-Східну Азію, від Пегу до Китаю). Афонсу де Норонья був призначений в Гоа, Антоніу Моніш Баррету в Малакку, а Франсішку Баррету (колишній губернатор Індії) в Софалу.
(***) — Королівським листом у 1771 році титул Віцекороля Індії був скасований і замінений на Капітан-Жераль (генерал-капітан) Індії.